# Bátory István (építész, 1869–1929)
Bátory István (Debrecen, 1869. szeptember 25. – Miskolc, 1929. február 1.) városi építész, műszaki főtanácsos.

## Élete

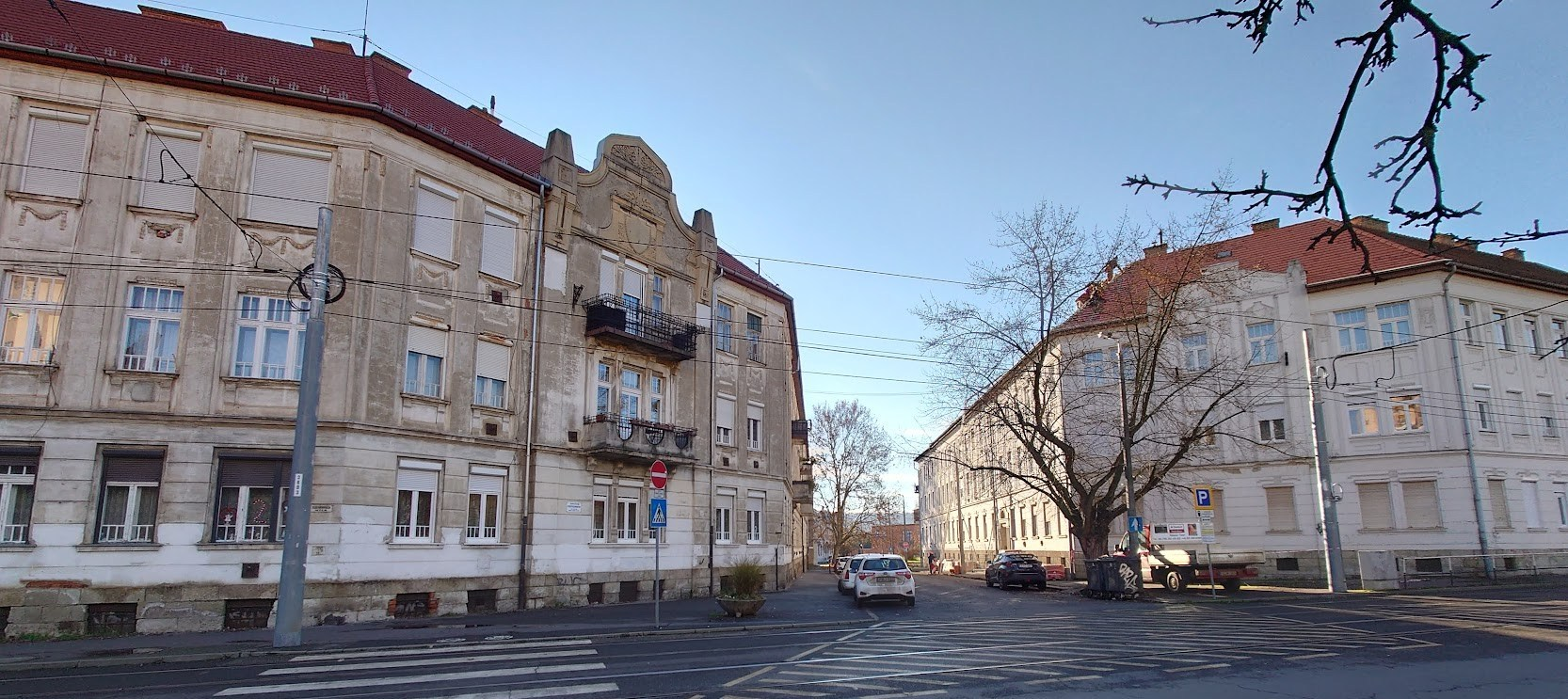
A Tizeshonvéd köz két bérháza

Szülei Báthori Gábor szűcsmester és Szatmári Julianna. Szülővárosában járt elemi iskolába. Középiskolai tanulmányait Debrecenben kezdte, és Lőcsén, az állami főreáliskolában fejezte be, érettségi vizsgával zárva. Ezután Budapestre került, és a Királyi József Műegyetemen tanult tovább. 1892-ben végzett, építészmérnöki oklevelet szerzett. 
Diplomája megszerzése után fővárosi építési vállalatoknál szerzett magasépítési gyakorlatot, majd a Földművelésügyi Minisztériumban helyezkedett el. 1903-ban Szombathely rendezett tanácsú város építészmérnöke lett. Mivel Miskolcon Árva Pál, a városi építészeti hivatal építészmérnöke 1910-ben, önálló tervező-kivitelezőiroda nyitása miatt lemondott hivatali munkájáról, Vay Elemér főispán 1911-ben Miskolcra hívta, és kinevezte a város építészének és a magasépítési osztály vezetőjének. 1911 és 1914 között tanulmányutakat tett Ausztriában, Németországban, Franciaországban, Belgiumban és Olaszországban.
Több miskolci épületet tervezett, ezek közül a legjelentősebb az akkori Déryné utcán (ma Tizeshonvéd köz) épült két sarokbérház, az utca keleti és nyugati oldalán. Az épületek tervezésének és építésének költségeit a város az amerikai Speyer-bankkölcsön felhasználásával fedezte. A kölcsönből épült még Miskolcon többek között a Zenepalota, a Vásárcsarnok, a Járványkórház, a Soltész Nagy Kálmán utcai általános iskola stb., és több infrastrukturális beruházásra is sor került. A két bérpalota terve és műszaki dokumentációja 1927-re készült el, maga az építkezés pedig 1929-ben fejeződött be. Bátory nevéhez kapcsolódik még a „munkások száz kislakása” néven ismert építési program is a Győri-kapuban.
Hatvanadik életévében, „az Ur 1929. esztendeje februáris hónapjának első  napján … éjfél után egy negyedórával”, váratlanul elhunyt. Miskolc város tanácsa saját halottjának tekintette, de temetésére Budapesten, a Farkasréti temetőben került sor.